# Bighorn River, Alberta
Bighorn River är ett vattendrag i Kanada.   Det ligger i provinsen Alberta, i den centrala delen av landet, 3 000 km väster om huvudstaden Ottawa.
I omgivningarna runt Bighorn River växer i huvudsak barrskog. Trakten runt Bighorn River är nära nog obefolkad, med mindre än två invånare per kvadratkilometer.